# Gadoulka

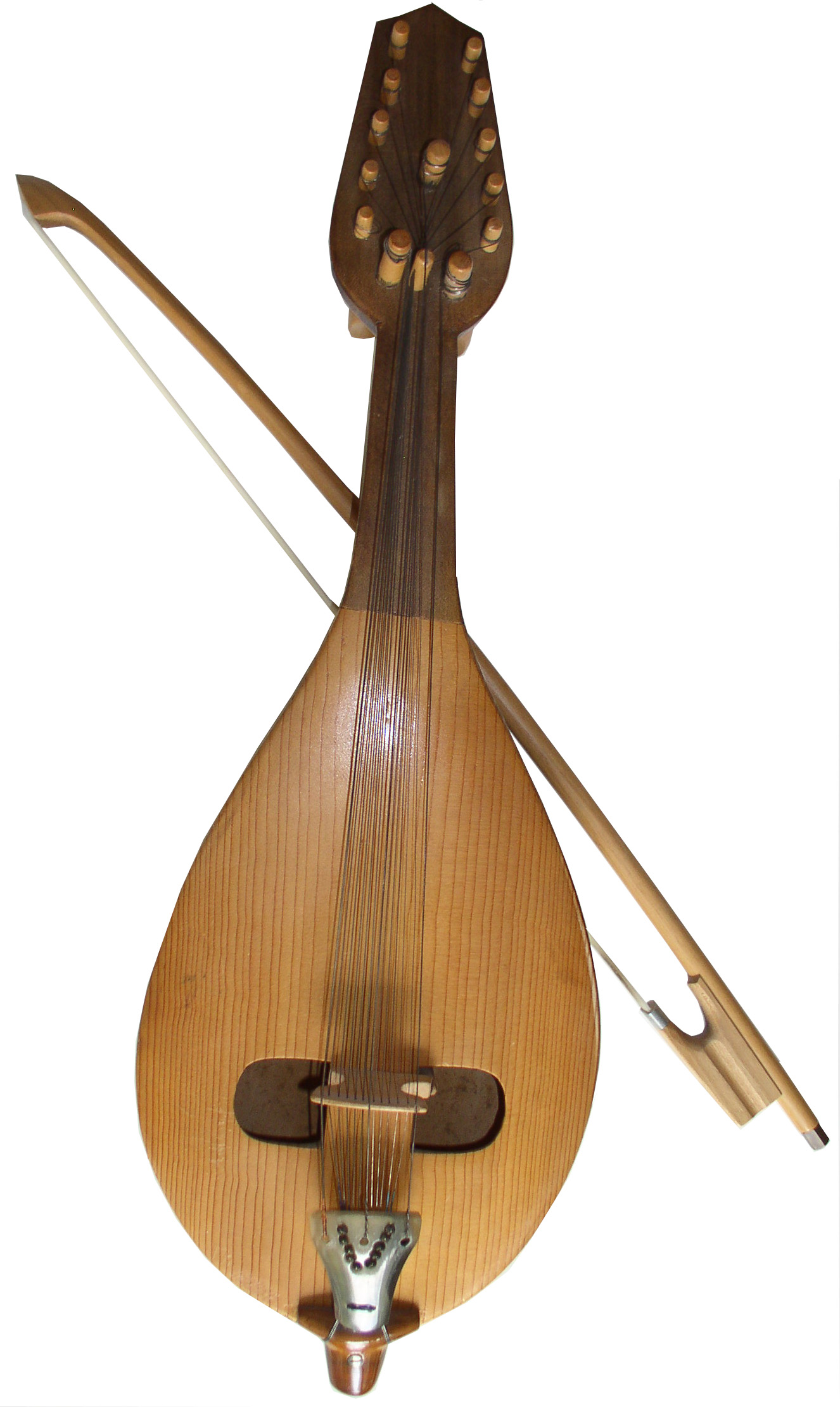
Gadoulka

La gadoulka, ganilka, kopanka, gjola, tsigulka ou kemene est un instrument à cordes frottées originaire de Bulgarie. Il en existe diverses formes et tailles selon les régions (Thrace, Dobrujan, Gabrovo) mais ce sont des variantes de la famille des vièles lyras et kemençes répandus dans le monde byzantin et ottoman.

## Lutherie
Elle a un corps piriforme en murier avec un manche intégré terminé par un chevillier complexe. La fine table d'harmonie est percée de deux ouïes en forme de D. Elle comporte trois ou quatre cordes en boyau, plus éventuellement 2 à 10 cordes sympathiques.

## Jeu
L'instrument, muni d'une bandoulière, est tenu quasiment à la verticale, sur la poitrine gauche. Comme sur une vièle, la main gauche exécute la mélodie tandis que la main droite manie l'archet, mais la première corde de jeu est touchée par le côté (comme pour le sarangi) et les deux autres sont pressées par le dessus. L'accord est La - Ré - La, ou La - La - Ré  ou encore La - Mi - Ré. On en joue en solo ou accompagné de la gaida et du kaval.